# Carl Koller
Carl Koller (3 de diciembre de 1857, Schüttenhofen (hoy: Sušice, Bohemia) - 22 de marzo de 1944, Nueva York) fue un médico oftalmólogo austríaco de origen judío.

## Biografía
Después de finalizar sus estudios de medicina, Koller trabajó en la Clínica Universitaria de Viena. Un día, estando ambos en público, su colega Fritz Zinner lo insultó  llamándole «judío» de manera peyorativa. Koller respondió con un puñetazo en la cara. A pesar de que ya entonces estaba prohibida su práctica, el descontento prosiguió con un duelo de sables. Finalmente, Koller resultó ileso, mientras que Zinner recibió dos heridas profundas. A pesar de su buen rendimiento académico, con el cual aspiraba a posicionarse mejor en la sección de oftalmología, este incidente acabó con las esperanzas de Koller de hacer una carrera en Viena. Por ese motivo, en 1888 emigró a Nueva York.

## Anestesia local en oftalmología
A sugerencia de Sigmund Freud, quien había descubierto el efecto analgésico de la cocaína, Koller llevó a cabo, de similar modo que William Stewart Halsted, experimentos con cocaína en animales y con él mismo. 
La cirugía ocular era en aquel entonces un procedimiento complicado debido a los movimientos reflejos del ojo al tocarlo. Koller descubrió que algunas gotas de una solución de cocaína podían superar esta dificultad. A raíz de esos experimentos, se considera a Koller el fundador de los anestésicos locales en la oftalmología. Debido a que la prescripción de la cocaína se encuentra sujeta a muy estrictas reglamentos, en la actualidad se reemplaza esa droga por anestésicos locales sintéticos.
Koller fue varias veces nominado para el Premio Nobel de Fisiología y Medicina.